# يوسف الفوزان
يوسف بن عبد الله بن محمد الفوزان (1913 - 1977م) دبلوماسي سعودي.
عمل كأول قنصل سعودي في البصرة، ثم كأول قنصل عام في القدس، ومن ثَم قنصلًا ثُم قنصلًا عامًا في مومباي. وبعدها عُيّن كأول سفير سعودي في نيودلهي. لاحقاً عمل كسفير في طهران ومن ثم مدريد إلى أن عاد للعمل كسفير مرة أخرى في نيودلهي.

## نشأته
ولد يوسف في مدينة مومباي ونشأ بها، حيث أن والده هو «عبد الله بن محمد الفوزان» كان قد قدم إلى الهند واستقر بها لغرض التجارة وأسس مكتباً تجارياً، وقد تزوج هناك من والدة يوسف «هيا بنت محمد بن أحمد بن هجرس»؛ ابنة تاجر اللؤلؤ البحريني محمد بن هجرس الذي أقام في بومباي ودفن بها، وقد أنجبت له إلى جانب يوسف كل من علي وعبد الوهاب ورقية وعائشة ومضاوي وأمينة، كما أن ليوسف أخوة غير أشقاء استقر معظمهم في الكويت، وهو الرابع في الترتيب بين جميع أخوته. كان والده يصطحبه معه إلى مجالس التجار العرب، كما حرص على تعليمه من قِبل معلمين عرب إضافة إلى المناهج الهندية، وهو ما ساهم في بناء شخصيته وثقافته، كما أجاد اللغات الهندية والإنجليزية والفرنسية والفارسية. وقد إلتحق لاحقاً بكلية سانت زيفيير النخبوية الراقية إحدى الكليات الجامعية البارزة في مومباي آنذاك.

## عمله
كان في بداياته ناشطاً في المجتمع الهندي وقد أصدر مجلة أسبوعية وأخرى شهرية باللغتين الهندية والإنجليزية كما شغل رئاسة تحريرها، كما ترأس جمعية الشبان المسلمين في الهند.
عمل يوسف الفوزان كأول قنصل سعودي في البصرة وذلك سنة 1940م بعد أن كان يعمل مديراً للأعمال الملكية في جدة، ثم كأول قنصل عام سعودي في القدس مع بداية افتتاح القنصلية السعودية هناك في أبريل 1941م فترة الانتداب على فلسطين.
وفي الفترة من سنة 1954م إلى سنة 1955م كان قنصلًا ثم قنصلًا عامًا في بومباي. ومن سنة 1956م إلى سنة 1963م كان أول سفير للسعودية في نيودلهي. وفي الفترة من سنة 1968م إلى سنة 1969م كان سفيراً في طهران. وفي الفترة من 16 أكتوبر 1969م إلى 1973م كان سفيراً في مدريد.
ومن ثم في الفترة من سنة 1974م إلى سنة 1976م عاد للعمل كسفير في نيودلهي مرة أخرى.